# Lachesilla pedicularia
Lachesilla pedicularia es una especie de insecto psocodeo de la familia Stenopsocidae. Habita en Europa.

## Hábitat
La especie se alimenta de hayas, abedules, retamas, robles, pinos, abetos y tejos.